# Massérac
Massérac település Franciaországban, Loire-Atlantique megyében. Lakosainak száma 670 fő (2022. január 1.). Massérac La Chapelle-de-Brain, Langon, Avessac és Guémené-Penfao községekkel határos.

## Népesség
A település népességének változása:
| Lakosok száma | 571  | 507  | 510  | 573  | 699  | 694  | 691  | 692  | 684  | 670  |
|               | 1968 | 1982 | 1990 | 2006 | 2013 | 2015 | 2017 | 2019 | 2020 | 2022 |